# Rhinocoeta maraisi
Rhinocoeta maraisi är en skalbaggsart som beskrevs av Holm 1992. Rhinocoeta maraisi ingår i släktet Rhinocoeta och familjen Cetoniidae. Inga underarter finns listade i Catalogue of Life.